# Sospensione pneumatica (meccanica)

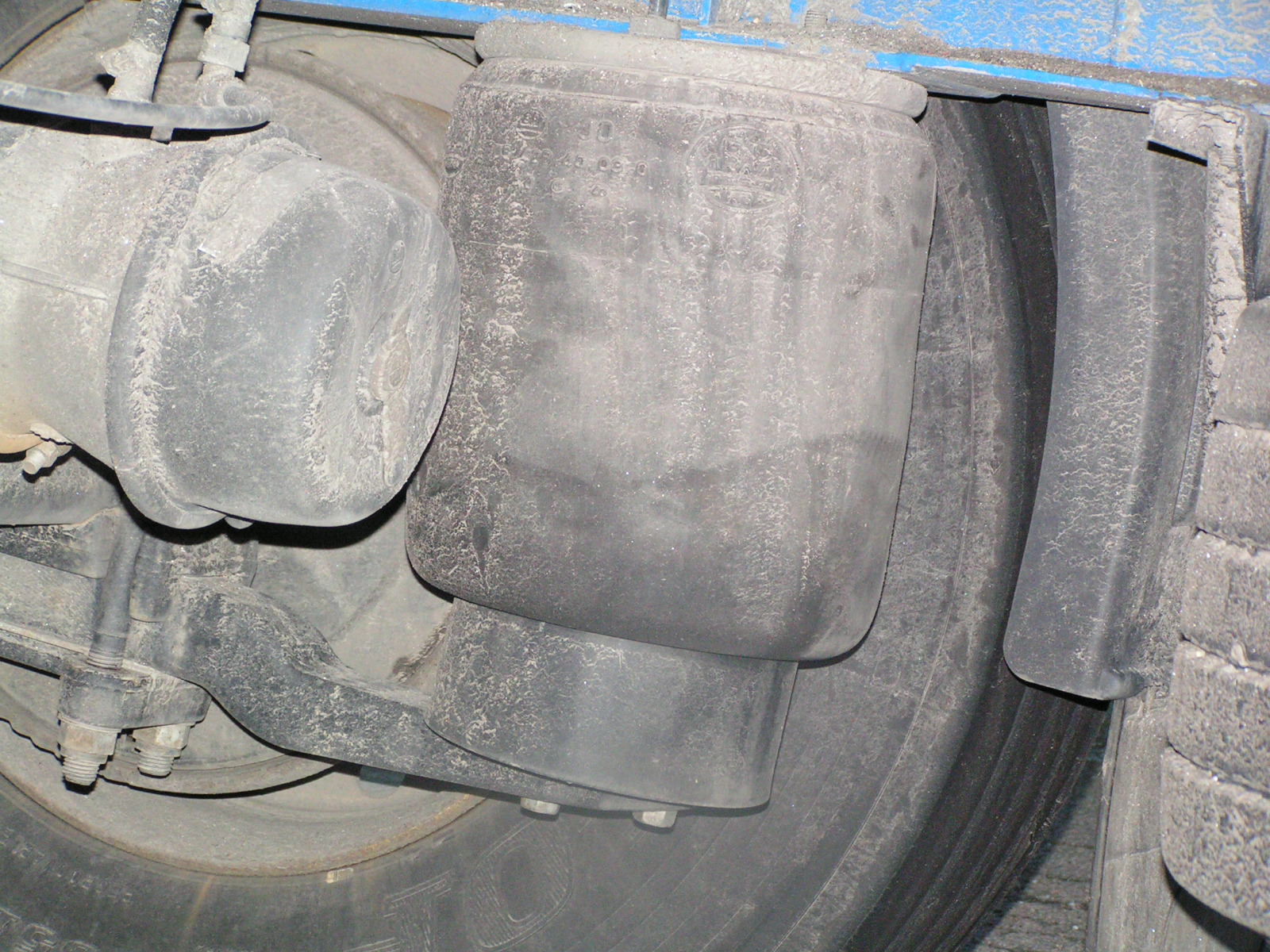
Molla pneumatica su semirimorchio

Una sospensione pneumatica è un tipo di sospensione del veicolo alimentata da una pompa elettrica ad aria o da un compressore a motore. Il compressore pompa l'aria in un soffietto flessibile, di solito in gomma rinforzata. La pressione dell'aria gonfia il mantice e solleva il telaio dal perno.

## Applicazioni
Le sospensioni pneumatiche vengono utilizzate al posto delle convenzionali molle in acciaio nelle autovetture e nelle sospensioni per veicoli pesanti, come autobus e camion. Sono ampiamente utilizzate sui semirimorchi e sui treni (specialmente su quelli passeggeri). 
Uno dei primi famosi utilizzi è stato sul veicolo sperimentale  Aerotreno della  EMD.